# جیاسی زاردس
جیاسی زاردس (انگلیسی: Gyasi Zardes؛ زادهٔ ۲ سپتامبر ۱۹۹۱) بازیکن فوتبال اهل ایالات متحده آمریکا است. که برای باشگاه فوتبال آستین بازی میکند
از باشگاه‌هایی که در آن بازی کرده‌است می‌توان به لس‌آنجلس گلکسی اشاره کرد.
وی همچنین در تیم ملی فوتبال ایالات متحده آمریکا بازی کرده‌است.

## بازیگری
زاردس در بخش journey در بازی فیفا ۱۷ در صحنه هایی حاضر شد در زمانی که شخصیت اصلی داستان بازی یعنی الکس هانتر به باشگاه لس آنجلس گلکسی رفت زاردس که در آن زمان عضو این باشگاه بود نیز نقش زوج او را در خط حمله ی این تیم بازی کرد و در اپیزود هایی شاهد گفت و گوی زاردس و هانتر دربازی بودیم.